# Camarota nigra
Camarota nigra är en tvåvingeart som först beskrevs av Nartshuk 1959.  Camarota nigra ingår i släktet Camarota och familjen fritflugor. Inga underarter finns listade i Catalogue of Life.